# The Improv

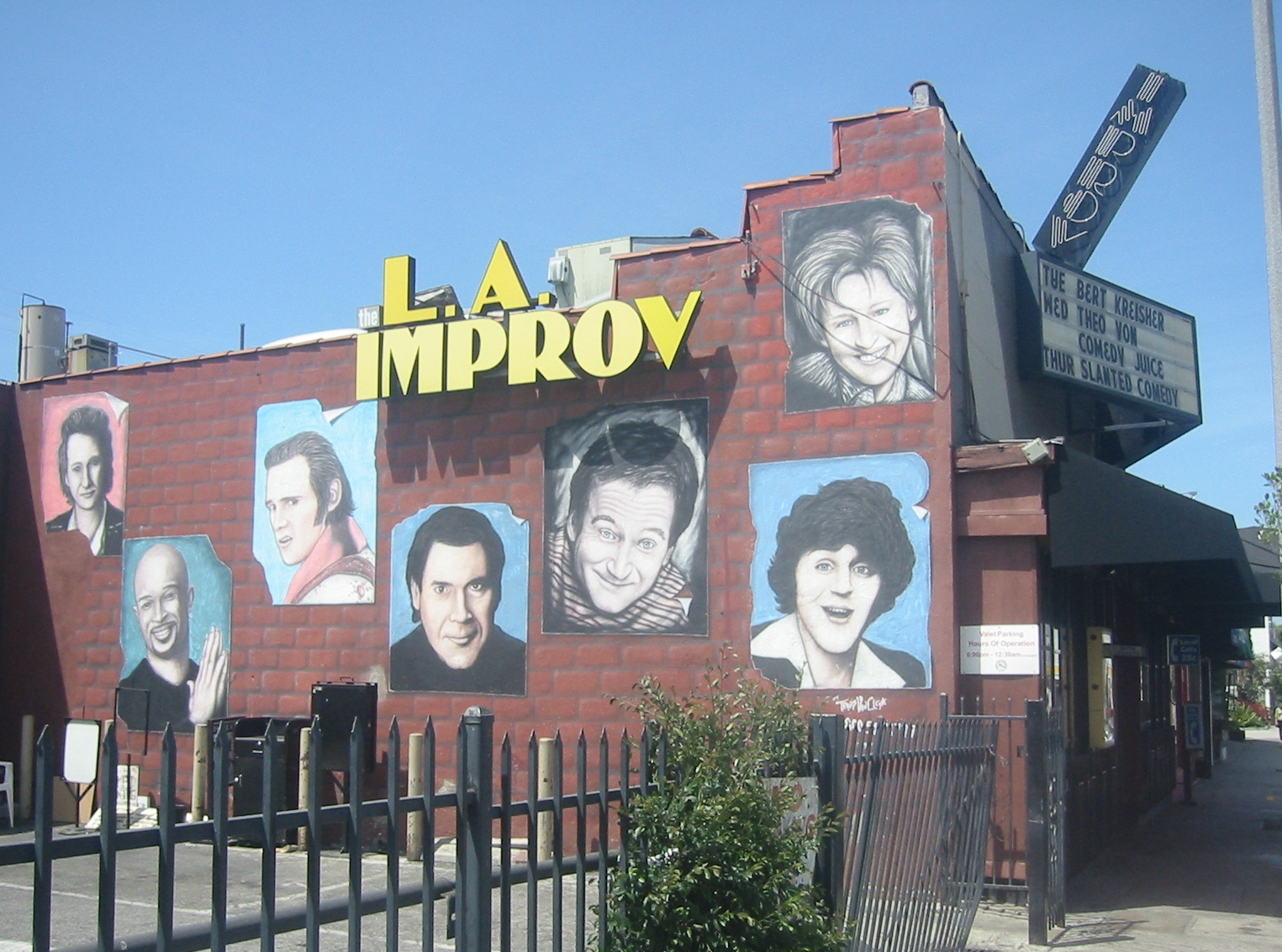
LA Improv en Melrose Avenue en Los Ángeles

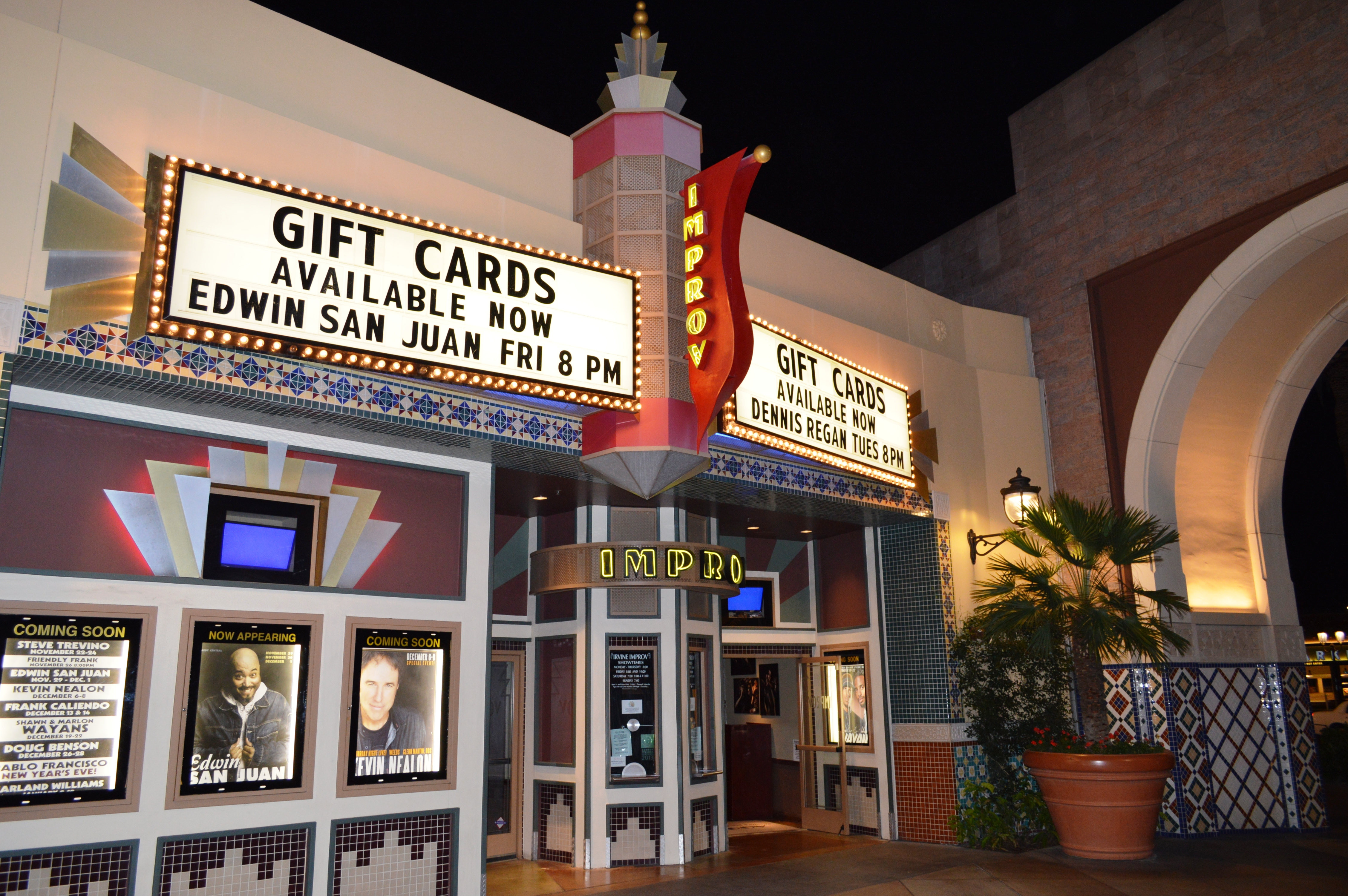
Irvine Improv

The Improv es una franquicia estadounidense de clubes de comedia. Originalmente, era un lugar único fundado en 1963 por Budd Friedman y ubicado en el vecindario de Hell's Kitchen de la ciudad de Nueva York, en la Calle 44 Oeste, cerca de la esquina sureste de la Novena Avenida. Se abrió una segunda ubicación en 1974 en el N° 8162 en el distrito de Fairfax en Los Ángeles. Este lugar albergó el Ash Grove, un legendario local de música folk. En 1979, Mark Lonow se convirtió en socio principal y con Budd Friedman dirigió el club Melrose y supervisó la expansión del primer local a medida que se convertía en una cadena exitosa. En 1982, el LA Improv se convirtió en el sitio original de la serie de televisión de A&E Network An Evening at the Improv, que se desarrolló desde 1982 hasta 1996 y fue producido por Larry O'Daly, creado por O'Daly y Barbara Hosie-O'Daly, y con Budd Friedman como presentador. Desde entonces se han abierto otros centros en lugares como en Tampa y Fort Lauderdale, Florida, Atlantic City, Nueva Jersey, y Louisville, Kentucky. LEG, anteriormente conocido como Levity Entertainment Group, es el mayor accionista de los clubes de comedia de The Improv.
En The Improv se destacaron comediantes y artistas como Richard Pryor, Robert Klein, Steve Landesberg, Bette Midler, Lily Tomlin y Jay Leno. Dustin Hoffman también tocó el piano allí. En cualquier noche a fines de la década de 1970, se podía ver a Gilbert Gottfried, Joe Piscopo, Bruce Mahler, Mark Schiff, Larry David, entre varios otros. A menudo, los comediantes famosos entraban para "entrenar" antes de aparecer en The Tonight Show. No era inusual encontrar celebridades en la audiencia. 
Casi todos los grandes nombres de la comedia local actuaron en The Improv, incluidos Richard Belzer, Milton Berle, Drew Carey, George Carlin, Chevy Chase, Andrew Dice Clay, Bill Cosby, Billy Crystal, Rodney Dangerfield, Jeff Dunham, Bill Engvall, Jeff Foxworthy, Bill Hicks, Carol Leifer, David Letterman, Richard Lewis, Jon Lovitz, Bill Maher, Marc Maron, Steve Martin, Dennis Miller, Larry Miller, Liza Minnelli, Freddie Prinze, Paul Reiser, Joan Rivers, Joe Rogan, Jerry Seinfeld y Ron White.
Dave Attell, de Comedy Central, frecuentaba locales de Improv en Tampa y Hollywood. Los cómicos Lewis Black, Mike Birbiglia, Louis C.K. y Jimmy Fallon, por su parte, actuaron en el Improv de Louisville, Kentucky.
El comediante Eddie Murphy era un habitual en The Comic Strip en la ciudad de Nueva York, pero en California actuó en Improv cuando solo tenía 15 años, mientras que Jeremy Ruder actuó allí a los 18 años y Jim Carrey a los 19. Karen Black, Debra Winger y Barry Manilow, entre otros, trabajaron allí como camareros, presentadores o músicos antes de hacerse famosos.

## Localizaciones
La siguiente es una lista de lugares que poseen locales de The Improv a marzo de 2018:
- Addison, Texas (en el área de Dallas)
- Arlington, Texas
- Brea, California
- Chicago, Illinois
- Cleveland, Ohio
- Denver, Colorado
- Fort Lauderdale, Florida
- Hollywood, California
- Houston, Texas
- Irvine, California
- Kansas City, Misuri
- Miami, Florida
- Ontario, California
- Orlando, Florida
- West Palm Beach, Florida
- Pittsburgh, Pensilvania
- San Jose, California
- Stateline, Nevada (orilla sur del Lake Tahoe)
- Tampa, Florida
- Tempe, Arizona
- Washington D. C.

 La siguiente es una lista de lugares donde hubo locales de The Improv que ya no funcionan:
- Atlanta, Georgia
- Atlantic City, Nueva Jersey[6]
- Baltimore, Maryland
- Las Vegas, Nevada
- Louisville, Kentucky
- Nueva York
- Reno, Nevada
- San Diego, California
- San Francisco, California
- Schaumburg, Illinois
- Londres, Inglaterra